# Vladimir Propp
 Vladimir Jakovlevič Propp (rusko: Владимир Яковлевич Пропп) * 17. april 1895, Sankt Peterburg, Carska Rusija, † 22. avgust 1970, Leningrad, Sovjetska zveza. 
Bil je sovjetski folklorist in znanstvenik, ki je analiziral vsebine ruskih pravljic in razložil njihove pripovedne funkcije.

## Življenjepis
Vladimir Propp se je rodil 17. Aprila 1895 v Sanktpeterburgu nemški družini. Študiral je na peterburški Univerzi med 1913-1918 rusko in nemško filologijo. Po študiju je postal profesor nemškega jezika. 
Njegova knjiga Morfologija pravljice je bila izdana v Rusiji leta 1928. Čeprav je bila knjiga preboj v folkloristiki in morfologiji in je vplivala tudi na  Claudea Lévi-Straussa  in na Rolanda Barthesa je bila zahodno od vzhoda spregledana dokler ni bila prevedena leta 1958. Funkcije njegovih karakterjev lahko apliciramo na skoraj vsako zgodbo v literaturi, filmu ali igri. 
Leta 1932 je Propp postal član Leningradske Univerze (prej Univerze v Sankrpeterburgu). Po 1938 je vodil Oddelek za folkloro dokler ni postal del Oddelka za rusko literaturo. Propp je bil član fakultete do svoje smrti leta 1970. 

## Prevodi v druge jezike
- Morfologija pravljice je bila prevedena v angleščino 1958 in 1968. Prevedena je bila v italijanščino in poljščino (1966), francoščino in romunščino (1979), španščino (1971), nemščino (1975) in slovenščino (2005).
- Zgodovinske korenine čarobne pravljice je bila prevedena v italijanščino (1949 in 1972), španščino (1974), francoščino, romunščino in japonščino (1983) ter slovenščino (2013).
- Oedipus v folklori je bila prevedena v italijanščino leta 1975.
- Ruski agrarni prazniki je bila prevedena v francoščino (1987)